# Giuseppe Ponzo
Giuseppe Ponzo (před rokem 1759? Neapol nebo Milán – po roce 1791?) byl italský hudební skladatel .

## Život
O jeho životě není téměř nic známo. Cestoval po Itálii i evropských městech, kde uváděl svou hudbu. Kromě oper je i autorem instrumentální hudby.

## Dílo

### Opery
- Demetrio (opera seria, libreto Pietro Metastasio, 1759, Janov)
- Alceste (opera seria, 1760, Reggio Emilia; autorství pochybné)
- Arianna e Teseo (opera seria, libreto Pietro Pariati, 1762, Milán, Teatro Regio Ducale)
- Artaserse (opera seria, libreto Pietro Metastasio, 1766, Benátky, Teatro San Benedetto)
- L'uomo femmina (dramma giocoso, libreto Pietro Chiari, 1771, Madrid; autorství pochybné)
- Il re alla caccia (dramma giocoso, libreto Carlo Goldoni, 1775, Malta;  1777, Vídeň)

### Instrumentální skladby
- 6 trio o sian sonate per 2 violini e violoncello
- Ouverture (1762)
- 6 sinfonií
- Sonata per flauto, violino e basso
- Credo per quattro voci e strumenti
- Různé árie a dueta